# موسیقی تانگو
موزیک تانگو (انگلیسی: Tango music)  تانگو، یک سبک از موسیقی است که در کشورهای اروپایی و آسیایی هند و ایران نیز شهرت زیادی. دارد که به‌طور سنتی از تکنوازی گیتار، آواز یا موسیقی دو نفره، سرچشمه گرفته‌است. یک گروه شناخته شده به عنوان típica orquesta، که شامل حداقل دو ویولون، فلوت، پیانو، دبل بیس، و حداقل دو آکاردئون بایان است. گاهی گیتار و کلارینت نیز به این گروه می‌پیوندند. تانگو ممکن است صرفاً ابزاری یا با یک خواننده همراه باشد. موسیقی تانگو، رقص تانگو را در سراسر جهان محبوب نموده‌است.